# Helen Jepson
Helen Jepson (Titusville, 28 novembre 1904 – Bradenton, 16 settembre 1997) è stata un soprano statunitense.

## Biografia

### Primi anni
Helen Jepson è nata a Titusville, Pennsylvania, il 28 novembre 1904: due fonti indicano il suo compleanno come 28 novembre 1906. Crebbe ad Akron, Ohio, dove studiò canto e si esibì in produzioni operistiche delle scuole superiori. Suo padre gestiva una pasticceria ad Akron. Sua madre morì quando Helen aveva 13 anni, un evento che la lasciò a prendersi cura di suo padre e di sua sorella, che all'epoca aveva 3 anni.
Ha frequentato il Curtis Institute of Music di Filadelfia con una borsa di studio. Ha cantato con la Philadelphia Civic Opera Company e ha formato un gruppo di quattro cantanti chiamato "The Mississippi Misses", viaggiando "6.000 miglia in 12 settimane dando concerti in 87 città".

### Carriera
Il successo professionale della Jepson accelerò a Filadelfia portandola a trasferirsi a New York con suo marito, il flautista George Poselle: due fonti scrivono il suo cognome Possell, piuttosto che Poselle. La sua carriera in radio iniziò nel 1933 con un'esibizione con l'Hamburger Symphoniker diretta da Philip James. Era solo una trasmissione locale nel New Jersey. In seguito si sarebbe esibita alla radio anche con i leader della band Paul Whiteman e Rudy Vallee. Fu selezionata come "Most Important New Air Personality of 1934".
Le sue trasmissioni radiofoniche attirarono l'attenzione del Metropolitan Opera e il suo debutto fu nell'opera in un atto di John Laurence Seymour In the Pasha's Garden. Anche suo marito trovò lavoro con il Met. Ha cantato ruoli di soprano da protagonista al Metropolitan Opera dal 1935 al 1941. Alcuni dei suoi ruoli più noti al Met includono Desdemona (Otello) e Marguerite (Faust). La registrazione del Faust è ancora in stampa, così come la sua registrazione di Porgy and Bess; è stata il primo soprano a registrare in quel ruolo e la sua registrazione esistente fu supervisionata dallo stesso Gershwin.
Helen Jepson aveva una casa estiva a Wurtsboro, New York. Il 14 settembre 1940, su richiesta del capo dei vigili del fuoco di Wurtsboro Ed Wilkinson, Sr., Helen marciò alla parata dei vigili del fuoco volontari della contea di Sullivan a Monticello come capo onorario dei vigili del fuoco di Wurtsboro.
Il tentativo della Jepson di trasferirsi a Hollywood non ha avuto successo, anche se la espose ad un pubblico più ampio. Il suo unico ruolo cinematografico fu Follie di Hollywood del 1938, senza successo, in cui cantava il "Brindisi" de La traviata di Verdi, "La Serenata" di Enrico Toselli, "Love Walked In" dei Gershwin e "Sempre Libera". La Paramount le offrì un altro lavoro, ma poiché l'opera filmata non ha mai avuto successo, l'accordo non è mai andato a buon fine.
La Jepson e George Poselle divorziarono e lei sposò Walter Dellera, figlio di Ricardo Dellera, direttore d'orchestra e doppiatore del Metropolitan Opera. Lei diventò poi residente a Closter, nel New Jersey, dove tenne lezioni di musica in uno studio a casa sua.
In seguito frequentò la Seton Hall University e conseguì una laurea in logopedia. Lavorò per il distretto scolastico della Monmouth County, New Jersey, come logopedista per bambini. Quando si ritirò, lei e Walter Dellera si trasferirono a Bradenton, in Florida, dove era molto attiva con la Bradenton Opera Guild.

### Vita privata
La Jepson e Possell ebbero una figlia, Sallie Patricia; con Dellera ha avuto un figlio, Ricardo.

### Morte
Morì a Bradenton, in Florida, il 16 settembre 1997, all'età di 92 anni.